# Exenterus abruptorius
Exenterus abruptorius är en stekelart som först beskrevs av Carl Peter Thunberg 1822.  Exenterus abruptorius ingår i släktet Exenterus och familjen brokparasitsteklar. Arten är reproducerande i Sverige. Inga underarter finns listade i Catalogue of Life.